# Jean Pic
Pour les articles homonymes, voir Pic et Jean Pic de la Mirandole.
Jean Pic, né au XVIIe siècle et mort au XVIIIe siècle, est un auteur dramatique et librettiste français actif entre 1682 et 1701.
L’abbé Pic a été le librettiste de Lully, Collasse et Lacoste. Il a, outre ses livrets d’opéra et ses ouvrages de morale, donné un Recueil (nouv.) d’ouvrages de M. de Saint-Évremond, qui n’ont point encore été publiés dont seul le commencement du Parallèle de M. le Prince et de M. de Turenne, et encore est-il tout changé, le surplus est de l’abbé Pic, qui, à la faveur du nom de Saint-Évremond, espérait obtenir un débit plus prompt de ses ouvrages. Il a aussi publié le Songe d’Alcibiade, traduit du grec sous le nom du prince de Grimberghen son pupille, Paris, Didot, 1735, in-12.

## Œuvres

### Livrets
- Aricie, ballet en musique représenté par l’Académie royale de musique, musique de Lacoste, 1697
- Ballet des saisons représenté par l’Académie royale de musique, musique de L. Lulli et Colasse, 1695
- La Naissance de Vénus, opéra en musique représenté par l’Académie royale de musique, musique de Colasse, 1696
- Les Saisons, ballet représenté pour la première fois par l’Académie royale de musique, au mois d’octobre 1695, remis au théâtre au mois de février 1700, reformé suivant la reprise faite, après plusieurs représentations, le... 20e jour de septembre 1707, musique de L. Lulli et Colasse, 1707

### Ouvrages moraux
- Les Devoirs de la vie civile, 1681
- Discours sur le renouvellement des vœux, 1698
- Discours sur la bienséance, avec des maximes et des réflexions très importantes et très nécessaires pour réduire cette vertu en usage, 1688
- Maximes et réflexions sur l’éducation de la jeunesse où sont renfermés les devoirs des parents et des précepteurs envers les enfants, avec des maximes et des réflexions particulières sur l’éducation des princes, 1690
- Réflexions chrestiennes sur les misères et sur les foiblesses de l’homme pour tous les jours de l’année, 1687

### Autres
- Suitte du Timandre ou Lettres de Mr. le C** D** avec les réponses, 1702
- Timandre instruit par son génie, trad. du grec, Avec une lettre écrite à l’auteur par M***

## Sources
- Joseph-Marie Quérard, Dictionnaire bibliographique des savants, v.7, Paris, Didot frères, 1835, p. 132.